# Музеї Черкаської області

## Черкаси
| Назва                                                                        | Місцезнаходження                       | Короткий опис | Зображення |
| ---------------------------------------------------------------------------- | -------------------------------------- | --- | ---------- |
| Музей «Кобзаря» Т. Г. Шевченка                                               | Черкаси, вул. Байди-Вишневецького, 37  | У музеї показано історію видання «Кобзаря» Тараса Шевченка, простежено еволюцію ілюстрування шевченківських творів, а також «Кобзарі» у перекладах мовами народів світу. |            |
| Черкаський обласний краєзнавчий музей                                        | Черкаси, вул. Слави, 1                 | Експозиція музею розміщена в 30 залах на площі 2 800 м². Вона має розділи: природи краю, археології, етнографії, історії краю XIV — початку XX століття, історії краю від 1917 року і сучасність та велика зала вшанування пам'яті Т. Г. Шевченка, низка окремих зал, присвячених видатним землякам, вихідцям з Черкащини або відомим особам, чия діяльність пов'язана з краєм. |            |
| Черкаський художній музей                                                    | Черкаси, вул. Хрещатик, 259            | Експозиція музею складається з 2 відділів: декоративно-ужиткове мистецтво та образотворче мистецтво. У першому відділі можна ознайомитись зі зразками народного мистецтва Середнього Подніпров'я, у другому — з роботами професійних митців. Крім цього, 4 зали третього поверху приміщення експозиційною площею 500 м² постійно використовуються під періодичні виставки. |            |
| Музейна кімната "Робочий кабінет Василя Симоненка"                           | Черкаси, вул. Хрещатик, 251            | У музеї представлені фотографії, документи, листи Василя Симоненка, які він одержував і писав дописувачам, працюючи у відділі листів газети «Черкаська правда». Експонуються також особисті речі поета, рукописи його творів, записник з робочими нотатками, заява про вступ до спілки письменників України, та фотографії, зроблені І. Ф. Осадчим, колегою-фотографом. В окремих вітринах виставлені твори В. Симоненка як мовою оригіналів, так і переклади. Тут також зібрані спогади про поета, його друзів та однодумців. |            |
| Народний музей Черкаського інституту пожежної безпеки імені Героїв Чорнобиля | Черкаси, вул. Онопрієнка, 8            | У зібрання музею увійшли унікальні фото, картини, технічні моделі, пожежно-технічне обладнання рятувальників минулих часів, історичні експонати становлення та розвитку навчального закладу. В колекції музею представлені матеріали та документи про Чорнобильську катастрофу. Гордістю музею є особисті речі Героїв Радянського Союзу випускників навчального закладу Володимира Правика та Віктора Кібенка. Представлені також особисті речі Героя Радянського Союзу Леоніда Петровича Телятникова та ліквідаторів аварії у червні 1986 року з числа учасників Черкаського зведеного загону протипожежної служби цивільного захисту. |            |
| Музей історії заводу ВО «Темп»                                               | Черкаси, вул. Юрія Іллєнка, 27         | |            |
| Музей історії ВО «Азот»                                                      | Черкаси, вул. Героїв Холодного Яру, 72 | |            |
| Музей Черкаської геологорозвідувальної експедиції                            | Черкаси, вул. Андрія Терещенка, 1      | |            |
| Музей історії фабрики імені Лесі Українки                                    | Черкаси, вул. Одеська, 16/1            | |            |
| Музей історії Черкаської обласної організації СПУ                            | Черкаси,                               | Відкритий 8 квітня 2008 року. Значна частина експозиції присвячена оригіналам установчих документів щодо створення Соціалістичної партії, представлені списки ініціативних груп з районів області, прізвища та фото тих, хто були першими, їх спогади. Велика кількість фото та відеоматеріалів розповідає про кожний рік з біографії партії. |            |
| Аптека-музей «Крещатикъ»                                                     | Черкаси,                               | У стилізованому під дореволюційну аптеку приміщенні представлені фотокопії документів, знайдених у історичних архівах Києва та Черкас, серед них — указ Миколи I про завезення ліків у аптеки міста, виписки рецептів тодішніх аптекарів тощо. На полицях шаф — старовинні колби, мензурки, банки від давніх лікарських засобів. |            |
| Музей дерев'яної скульптури Михайла Ширінкіна                                | Черкаси, Парк 30-річчя Перемоги        | Експонатами музею стали близько сотні різноманітних образів (людей, птахів, тварин тощо), автор яких — черкаський скульптор Михайло Ширінкін. |            |

## Багачеве
| Назва                                 | Місцезнаходження                    | Короткий опис | Зображення |
| ------------------------------------- | ----------------------------------- | --- | ---------- |
| Ватутінський міський історичний музей | Багачеве, проспект Незалежності, 19 | Музей має дві експозиційні та одну виставочну зали загальною площею 180 м. В ньому налічується понад 1 800 експонатів, з унікальних — кістки мамонта та зуби акули. В музеї проводяться виставки творів місцевого художника Поперечного Івана Ананійовича, майстрині народної вишивки Чибиряк Тетяни Іллівни та робіт учнів місцевої школи мистецтв. |            |

## Городищенський район
| Назва                                                  | Місцезнаходження                                      | Короткий опис | Зображення |
| ------------------------------------------------------ | ----------------------------------------------------- | --- | ---------- |
| Городищенський краєзнавчий музей                       | Городище, вул. Винниченка, 7                          | |            |
| Городищенський літературно-меморіальний музей Івана Ле | Городище, вул. Героїв Чорнобиля, 141                  | |            |
| Мліївський меморіальний музей родини Симиренків        | Мліїв (інститут помології).                           | Існує з 1970 року. ого створили за ініціативи тодішнього директора Мліївського садінституту Миколи Артеменка. Музей облаштували у будинку, який у 1850 році звели Платон і Федір Симиренки. Нині фонд музею налічує 3,5 тисячі експонатів. Це фотографії, листи, книги, меблі та інші речі, що належали Симиренкам. |            |
| Музей історії смт Вільшана                             | Вільшана, вул. Шевченка, 194                          | Музей розташований в одній кімнаті. Експонати розташовані по периметру кімнати. Експозиція охоплює період від стародавніх культур, залишки яких знаходили на території селища до другої світової війни. Невеликий стенд охоплює сучасний період. |            |
| Вільшанська світлиця                                   | Вільшана, вул. Шевченка, 53                           | У музеі зібрана унікальна колекція старожитностей. Зокрема розповідає про боксерів Віталія та Володимира Кличків, дід яких — Родіон Кличко — був родом із Вільшани. У музеї відтворено генеалогічне дерево братів Кличків. |            |
| Музей історії села Мліїва                              | Мліїв, вул. Леніна, 82 (приміщення СЦКД).             | |            |
| Музей історії села Старосілля                          | Старосілля                                            | |            |
| Музей історії села Вербівка                            | Вербівка                                              | Тут зібрані унікальні експонати, які розповідають про історію населеного пункту. У музеї можна побачити зразки справжньої національної вишивки, доторкнутися до знарядь хліборобської праці та хатнього вжитку, яким вже більше 100 років. Окремий зал бойової слави розповідає про живих та полеглих земляків, які воювали на фронтах Другої світової війни, про односельчан, які загинули в період окупації. Зберігаються фронтові медалі та листи-трикутники. |            |
| Музей Семена Гулака-Артемовського                      | Городище, вул. Грушевського, 4                        | Музей присвячено Семену Гулак-Артемовському. Відкрився 16 лютого 2010 року. Облаштований у колишньому приміщенні районного суду. |            |
| Музей воїнів-інтернаціоналістів                        | Городище, вул. Фізкультурна, 39 (приміщення ЗОШ № 1). | Відкритий 5 листопада 1987 року. Тут зберігаються особисті речі, листи, фотографії земляків, які служили у Афганістані. |            |

## Драбівський район
| Назва                                | Місцезнаходження            | Короткий опис | Зображення |
| ------------------------------------ | --------------------------- | ------------- | ---------- |
| Драбівський краєзнавчий музей        | Драбів, вул. Центральна, 77 |               |            |
| Краєзнавчий музей села Великий Хутір | Великий Хутір               |               |            |
| Музей історії села Золотоношка       | Золотоношка                 |               |            |
| Краєзнавчий музей села Нехайки       | Нехайки                     |               |            |
| Меморіальний музей М. К. Масла       | Ковалівка                   |               |            |

## Жашківський район
| Назва                          | Місцезнаходження         | Короткий опис | Зображення |
| ------------------------------ | ------------------------ | --- | ---------- |
| Жашківський історичний музей   | Жашків, вул. Соборна, 53 | Експозиція музею розгорнута в шести залах і розповідає про історію краю. |            |
| Музей гармоніки                | Жашків, вул. Соборна, 50 | Відкритий У 2006 році, на честь 15-річчя незалежності України і 15-річчя творчої діяльності зразкового дитячого ансамблю гармоністів. Ініціатором створення, засновником, активним й натхненним поповнювачем експозиції є заслужений працівник культури України Іван Сухий . |            |
| Музей історії села Нова Гребля | Нова Гребля              | |            |

## Звенигородський район
| Назва                                          | Місцезнаходження                    | Короткий опис | Зображення                                       |
| ---------------------------------------------- | ----------------------------------- | --- | ------------------------------------------------ |
| Звенигородський краєзнавчий музей              | Звенигородка, вул. В. Чорновола, 41 | |                                                  |
| Музей-садиба Героя України В.М. Чорновола      | Вільховець                          | У будинку на п'ять кімнат стоять шафа, стіл, ліжко, диван, скриня, тумбочка, які були при житті В'ячеслава Чорновола. Тут же — книги В'ячеслава Максимовича, на стінах — його портрет, картини й фотографії, рушники, вишиті його мамою Килиною Харитонівною. | Садиба-музей Героя України В'ячеслава Чорновола. |
| Літературно-меморіальний музей Тараса Шевченка | Шевченкове, вул. Бондарівська, 33   | Музей розташований на території батьківської садиби Тараса Григоровича Шевченка, де він проживав з 1815 по 1829 рік, розповідає про біогафію і творчість Кобзаря.                                                                                             |                                                  |
| Музей історії села Ризине                      | Ризине                              | |                                                  |

## Золотоноша
| Назва                           | Місцезнаходження               | Короткий опис | Зображення |
| ------------------------------- | ------------------------------ | --- | ---------- |
| Золотоніський краєзнавчий музей | Золотоноша, вул. Черкаська, 20 | |            |
| Музей ДП «Златодар»             | Золотоноша, вул. Шевченка, 47  | Відкритий 23 лютого 2010 року. Експозиція складається з документів та фотографій на стендах і в альбомах, грамот й дипломів, які підтверджують досягнення комбінату хлібопродуктів в різні роки, представлені фоторозповіді про ветеранів, які працювали тут, починаючи з перших післявоєнних років. |            |

## Золотоніський район
| Назва                             | Місцезнаходження                 | Короткий опис | Зображення |
| --------------------------------- | -------------------------------- | ------------- | ---------- |
| Гельмязівський краєзнавчий музей  | Гельмязів                        |               |            |
| Коврайський музей Г. С. Сковороди | Коврай, Коврайська середня школа |               |            |
| Музей родини Максимовичів         | Богуславець                      |               |            |
| Музей історії села Дмитрівка      | Дмитрівка                        |               |            |
| Музей історії села Піщане         | Піщане                           |               |            |

## Кам'янський район
| Назва                                                                                    | Місцезнаходження                  | Короткий опис | Зображення |
| ---------------------------------------------------------------------------------------- | --------------------------------- | ------------- | ---------- |
| Кам'янський історичний музей                                                             | Кам'янка, вул. Декабристів, 5     |               |            |
| Кам'янський державний літературно-меморіальний музей О. С. Пушкіна та П. І. Чайковського | Кам'янка, вул. Героїв Майдану, 42 |               |            |
| Музей історії Кам'янського машинобудівного заводу                                        | Кам'янка, вул. Героїв Майдану, 40 |               |            |
| Музей історії села Косарі і Косарівського спиртозаводу                                   | Косарі                            |               |            |

## Канів
| Назва                                              | Місцезнаходження                      | Короткий опис | Зображення |
| -------------------------------------------------- | ------------------------------------- | --- | ---------- |
| Канівський історичний музей                        | Канів, вул. Героїв Небесної Сотні, 15 | У фондах музею зберігається близько 7 тисяч експонатів. В основному, це матеріали розкопок, що проводилися на території Канівщини в різні роки. У фондах музею зберігається величезна колекція керамічних виробів, починаючи з нової кам'яної доби (VI — IV тисяч років до н. е.) і закінчуючи гончарним посудом XX століття. |            |
| Канівський музей народного декоративного мистецтва | Канів, вул. Героїв Небесної Сотні, 64 | В музеї представлені речі трох центральних областей України: Черкаської, Київської та Полтавської. Фонди нараховують близько 5 тисяч експонатів. Найцінніші експонати: одяг, килими, рушники, тканини, народний розпис, художнє скло.                                                                                         |            |
| Бібліотека-музей Гайдара                           | Канів, вул. Успенська, 78             | В музеї зберігаються деякі особисті речі Аркадія Гайдара. Могила письменника розташована в міському парку, неподалік музею. |            |
| Канівський музей Тараса Шевченка                   | Канів, Тарасова гора                  | |            |
| Тарасова світлиця                                  | Канів, Тарасова гора                  | Відтворена в 1991 році Тарасова світлиця, перший народний музей Кобзаря. Вперше така хата на народні кошти була збудована на Тарасовій горі у 1884 році одночасно із завершенням впорядкування Шевченкової могили, коли 1 серпня на ній встановлений чавунний пам'ятник.                                                      |            |

## Канівський район
| Назва                          | Місцезнаходження | Короткий опис | Зображення |
| ------------------------------ | ---------------- | ------------- | ---------- |
| Музей-садиба М. О. Максимовича | Прохорівка       |               |            |
| Музей Гайдара                  | Ліпляве          |               |            |

## Катеринопільський район
| Назва                               | Місцезнаходження              | Короткий опис | Зображення |
| ----------------------------------- | ----------------------------- | ------------- | ---------- |
| Катеринопільський краєзнавчий музей | Катеринопіль, вул. Леніна, 42 |               |            |

## Корсунь-Шевченківський район
| Назва                                                       | Місцезнаходження                                | Короткий опис | Зображення |
| ----------------------------------------------------------- | ----------------------------------------------- | ------------- | ---------- |
| Музей історії Корсунь-Шевченківської битви                  | Корсунь-Шевченківський, острів Коцюбинського, 4 |               |            |
| Корсунь-Шевченківський історичний музей                     | Корсунь-Шевченківський, острів Коцюбинського, 4 |               |            |
| Меморіальний музей К. Г. Стеценка                           | Квітки                                          |               |            |
| Літературно-меморіальний музей І. С. Нечуя-Левицького       | Стеблів, вул., Партизанська, 8                  |               |            |
| Музей історії села Шендерівка                               | Шендерівка                                      |               |            |
| Музей історії села Нетеребка                                | Нетеребка                                       |               |            |
| Музей історії сіл Дацьки, Переможинці, Прутильці, Яблунівка | Дацьки                                          |               |            |
| Музей історії села Гута-Селицька                            | Гута-Селицька                                   |               |            |

## Лисянський район
| Назва                       | Місцезнаходження      | Короткий опис | Зображення |
| --------------------------- | --------------------- | ------------- | ---------- |
| Лисянський історичний музей | Лисянка, пл. Миру, 22 |               |            |
| Музей історії села Погибляк | Погибляк              |               |            |

## Маньківський район
| Назва                            | Місцезнаходження | Короткий опис | Зображення |
| -------------------------------- | ---------------- | ------------- | ---------- |
| Дзензелівський краєзнавчий музей | Дзензелівка      |               |            |
| Музей народного мистецтва        | Тимошівка        |               |            |

## Монастирищенський район
| Назва                                | Місцезнаходження               | Короткий опис | Зображення |
| ------------------------------------ | ------------------------------ | ------------- | ---------- |
| Монастирищенський краєзнавчий музей  | Монастирище, вул. Леніна, 130а |               |            |
| Музей історії машинобудівного заводу | Монастирище, вул. Леніна, 13   |               |            |
| Музей історії смт Цибулів            | Цибулів, вул. Фрунзе, 5        |               |            |

## Сміла
| Назва                                                    | Місцезнаходження                     | Короткий опис | Зображення |
| -------------------------------------------------------- | ------------------------------------ | --- | ---------- |
| Смілянський краєзнавчий музей                            | Сміла, вул. Соборна, 98              | Основні фонди музею налічують понад 3,5 тисяч одиниць зберігання. Експозицію розміщено в трьох залах, де представлено:картографічну спадщину Смілянщини кінця XIX — початку XX століття; матеріали, пов'язані з родиною колишніх власників містечка графів Бобринських та іменами відомих громадян міста; старожитності Наддніпрянщини. |            |
| Вагон-музей залізничного вузла станції імені Т. Шевченка | Сміла, станція імені Тараса Шевченка | |            |

## Смілянський район
| Назва                        | Місцезнаходження | Короткий опис | Зображення |
| ---------------------------- | ---------------- | ------------- | ---------- |
| Кімната–музей Іллі Мечникова | Попівка, школа   |               |            |
| Етнографічний музей          | Теклине          |               |            |

## Тальнівський район
| Назва                        | Місцезнаходження                          | Короткий опис | Зображення |
| ---------------------------- | ----------------------------------------- | ------------- | ---------- |
| Тальнівський музей історії   | Тальне, вул. Замкова, 48 (Палац Шувалова) |               |            |
| Музей історії села Зеленьків | Зеленьків                                 |               |            |

## Умань
| Назва                                        | Місцезнаходження                           | Короткий опис | Зображення |
| -------------------------------------------- | ------------------------------------------ | --- | ---------- |
| Уманський краєзнавчий музей                  | Умань, вул. Незалежності, 31               | Фондова збірка музею нараховує близько 50 тисяч експонатів. Серед них — унікальні археологічна та нумізматична колекції, предмети декоративно-прикладного мистецтва, воєнно-історичні, історико-побутові, художні, документальні та фотодокументи. |            |
| Уманський художній музей                     | Умань, вул. Андрія Кизила, 2               | |            |
| Музей культури та побуту Уманщини            | Умань, вул. Любові, 6                      | |            |
| Музей літератури та мистецтв Уманщини        | Умань, вул. Успенська, 128                 | Музей відкрито в 1993 році. Центральне місце в експозиції музею займають оригінальні експонати, що розповідають про відомих діячів української культури, імена яких пов'язані з історією Умані. В музеї представлені матеріали про Т. Шевченка, Лесю Українку, М. Комарова, Д. Щербаківського, Д. Демуцького, І. Карпенка-Карого, Ю. Смолича, М. Бажана, І. Кулика, А. Чужого, Н. Суровцова, І. Їжакевича, Л. Крамаренка, Г. Петрашевич, Д. Головка та багатьох інших. |            |
| Меморіальний музей-квартира Надії Суровцової | Умань, вулиця Воїнів Інтернаціоналістів, 6 | |            |

## Уманський район
| Назва                                   | Місцезнаходження | Короткий опис | Зображення |
| --------------------------------------- | ---------------- | ------------- | ---------- |
| Музей історії села Ладижинка            | Ладижинка        |               |            |
| Меморіальний музей І. Д. Черняховського | Оксанина         |               |            |
| Музей історії села Оксанина             | Оксанина         |               |            |

## Христинівський район
| Назва                          | Місцезнаходження                  | Короткий опис                                            | Зображення |
| ------------------------------ | --------------------------------- | -------------------------------------------------------- | ---------- |
| Музей історії смт Верхнячка    | Верхнячка, вул. Черняховського, 2 |                                                          |            |
| Краєзнавчий музей села Сичівка | Сичівка                           | Відкритий 3 квітня 2009 року в приміщенні сільської ради |            |

## Черкаський район
| Назва                          | Місцезнаходження             | Короткий опис | Зображення |
| ------------------------------ | ---------------------------- | ------------- | ---------- |
| Мошенський музей               | Мошни, Станція юних техніків |               |            |
| Музей історії села Худяки      | Худяки                       |               |            |
| Музей історії села Дубіївка    | Дубіївка                     |               |            |
| Музей історії села Сагунівка   | Сагунівка                    |               |            |
| Музей історії села Білозір'я   | Білозір'я                    |               |            |
| Музей історії села Яснозір'я   | Яснозір'я                    |               |            |
| Краєзнавчий музей села Байбузи | Байбузи                      |               |            |

## Чигиринський район
| Назва                                  | Місцезнаходження                | Короткий опис | Зображення |
| -------------------------------------- | ------------------------------- | ------------- | ---------- |
| Музей археології НІКЗ «Чигирин»        | Чигирин, вул. Першотравнева, 30 |               |            |
| Музей Богдана Хмельницького в Чигирині | Чигирин, вул., Грушевського, 26 |               |            |
| Медведівський краєзнавчий музей        | Медведівка                      |               |            |
| Суботівський історичний музей          | Суботів                         |               |            |
| Стецівський етнографічний музей        | Стецівка                        |               |            |
| Музей млинарства                       | Стецівка                        |               |            |
| Музей історії села Боровиці            | Боровиця                        |               |            |
| Народний музей села Головківки         | Головківка                      |               |            |

## Чорнобаївський район
| Назва                            | Місцезнаходження             | Короткий опис | Зображення |
| -------------------------------- | ---------------------------- | ------------- | ---------- |
| Чорнобаївський краєзнавчий музей | Чорнобай, вул. Черкаська, 22 |               |            |
| Музей історії села Кліщинці      | Кліщинці                     |               |            |
| Музей історії села Лящівка       | Лящівка                      |               |            |
| Музей історії села Красенівка    | Красенівка                   |               |            |
| Музей історії села Богодухівка   | Богодухівка                  |               |            |
| Музей історії села Крутьки       | Крутьки                      |               |            |

## Шполянський район
| Назва                         | Місцезнаходження           | Короткий опис | Зображення |
| ----------------------------- | -------------------------- | ------------- | ---------- |
| Музей історії села Скотареве  | Скотареве                  |               |            |
| Музей історії колгоспу «Маяк» | Шпола, вул Дар'ївська, 101 |               |            |